# Phlyctenanthus regularis
Phlyctenanthus regularis is een zeeanemonensoort uit de familie Actiniidae.
Phlyctenanthus regularis is voor het eerst wetenschappelijk beschreven door Zamponi & Acuña in 1992.